# Henry Percy (Hotspur)
Henry Percy KG (20 de mayo de 1364 – 21 de julio de 1403), comúnmente conocido como Sir Harry Hotspur, o simplemente Hotspur, fue un noble inglés de la Baja Edad Media y un importante capitán durante las Guerras anglo-escocesas. Más tarde, encabezó sucesivas rebeliones contra Enrique IV de Inglaterra y murió en la Batalla de Shrewsbury, en 1403, en el apogeo de su carrera.

## Biografía
Henry Percy nació el 20 de mayo de 1364, bien en el castillo de Alnwick, bien en el de Warkworth en Northumberland, siendo el primogénito de Henry Percy, conde de Northumberland, y Margaret Neville, hija de Ralph de Neville, Señor Neville de Raby, y Alice de Audley.
Fue armado caballero por Eduardo III en abril de 1377, junto con los futuros reyes Ricardo II y Enrique IV. En 1380 estaba en Irlanda con el Conde de la Marca, y en 1383  viajó a Prusia. Fue nombrado Guardián de la Marca Oriental el 30 de julio de 1384 o en mayo de 1385. También en 1385 acompañó a Ricardo II a una expedición a Escocia. Como tributo a su "velocidad en el avance y su disposición al ataque" en las fronteras escocesas, los escoceses le apodaron 'Haatspore'. En abril de 1386, fue enviado a Francia para reforzar la guarnición de Calais y dirigió cabalgadas por Picardía. Entre agosto y octubre de 1387, encabezó una fuerza naval en un intento de aliviar el asedio de Brest. En agradecimiento por estos esfuerzos militares fue nombrado Caballero de la Jarretera en 1388.
Nombrado nuevamente guardián de la marca oriental, mandó las fuerzas inglesas contra el Conde de Douglas en la Batalla de Otterburn, el 10 de agosto de 1388, donde fue capturado, aunque quedó libre pronto tras pagar un rescate de 7000 marcos.
Durante los siguientes años, la reputación de Percy continuó creciendo. Fue enviado en misión diplomática a Chipre en junio de 1393 y nombrado Gobernador de Bordeaux, como segundo del Duque de Lancaster, en el Ducado de Aquitania. Regresó a Inglaterra en enero de 1395, participando en la expedición de Ricardo II a Irlanda, y volvió a Aquitania en el otoño siguiente. En el verano de 1396, estaba nuevamente  en Calais.
El servicio militar y diplomático de Percy le proporcionó el favor real en forma de donaciones y nombramientos, pero a pesar de esto, la familia Percy decidió apoyar a Enrique Bolingbroke, futuro Enrique IV, en su rebelión. Al regreso de Enrique de su exilio en junio de 1399, Percy y su padre unieron sus fuerzas en Doncaster y marcharon al sur con ellos. Tras la deposición del rey Ricardo II, Percy y su padre fueron recompensados con tierras y cargos.
Bajo el nuevo rey, Percy tuvo una amplia responsabilidad civil y militar en las marcas de Escocia y el norte de Gales, donde fue nombrado Sheriff Supremo de Flintshire en 1399. El norte de Gales estaba bajo una creciente presión como resultado de la rebelión de Owain Glyndŵr. En marzo de 1402, Enrique IV nombró a Percy lugarteniente real del norte de Gales, y el 14 de septiembre del mismo año, Percy, su padre y el Conde de Dunbar y March derrotaron a una fuerza escocesa en la Batalla de Homildon Hill, donde, entre otros, hicieron prisionero a Archibald Douglas, IV conde de Douglas.

## Rebelión y muerte
A pesar del favor que Enrique IV mostró a la familia Percy en muchos aspectos, estos estaban cada vez más descontentos con él. Entre sus quejas estaban el impago de los salarios debidos por defender la frontera escocesa, su favor hacia Dunbar, su demanda de que los Percy entregaran sus prisioneros escoceses, su incapacidad para encontrar una solución negociada a la rebelión de Owain Glyndŵr, su creciente apoyo a la autoridad de su hijo Enrique en Gales y su incapacidad para rescatar al cuñado de Henry, Edmund Mortimer, capturado por los galeses en junio de 1402.
Espoleados por estos agravios, los Percy se rebelaron en el verano de 1403 y tomaron las armas contra el rey. Según J. M. W. Bean,  está claro que los Percy estaban en connivencia con Glyndŵr. En su regreso a Inglaterra poco después de la victoria en Homildon Hill, Henry Percy emitió proclamas en Cheshire acusando al rey de "gobierno tiránico". Apoyado por su tío, Thomas Percy, conde de Worcester, marchó a Shrewsbury, donde pretendía presentar batalla contra una fuerza dirigida por el príncipe de Gales. El ejército de su padre, no obstante, se movió hacia el sur con lentitud y no pudo alcanzar a Percy y Worcester, que llegaron a Shrewsbury el 21 de julio de 1403, donde encontraron al rey con un gran ejército. La subsiguiente Batalla de Shrewsbury fue feroz, con numerosas bajas en ambos bandos, pero cuando el propio Henry Percy fue derribado y muerto, sus fuerzas huyeron.

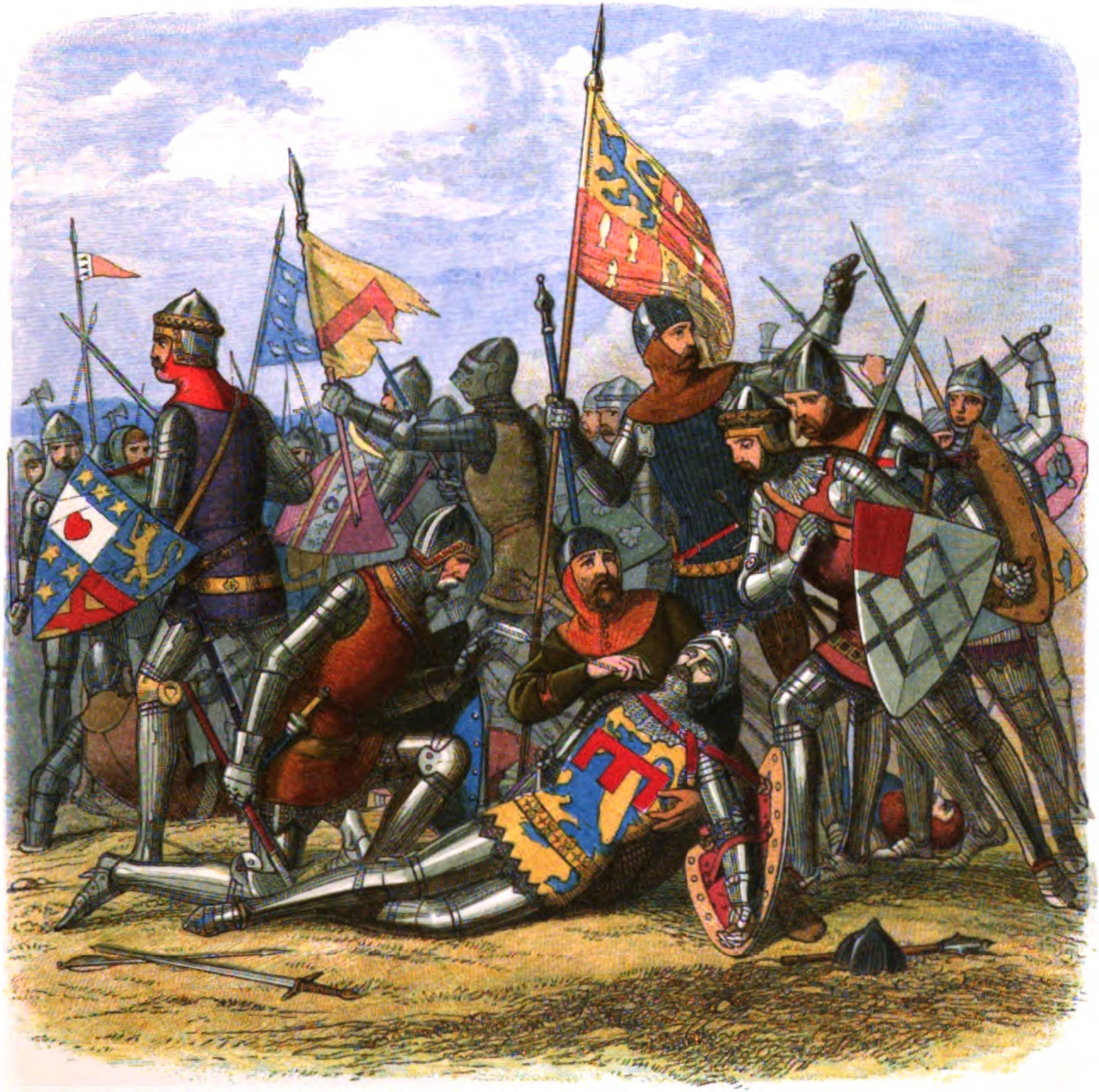
Muerte de Hotspur. James William Edmund Doyle (1864).

Las circunstancias de la muerte de Percy difieren según los relatos. El cronista Thomas Walsingham declaró, en su Historia Anglicana, que "mientras dirigía a sus hombres en la lucha adentrándose en las filas enemigas, [Hotspur] fue derribado inesperadamente cortado abajo, sin que se sepa por mano de quien". Otro narra que fue golpeado en la cara por una flecha cuando abría su visor para tener una mejor vista. La leyenda de que fue asesinado por el Príncipe de Gales parece que fue puesta en circulación por William Shakespeare, que escribió a finales del siglo siguiente.

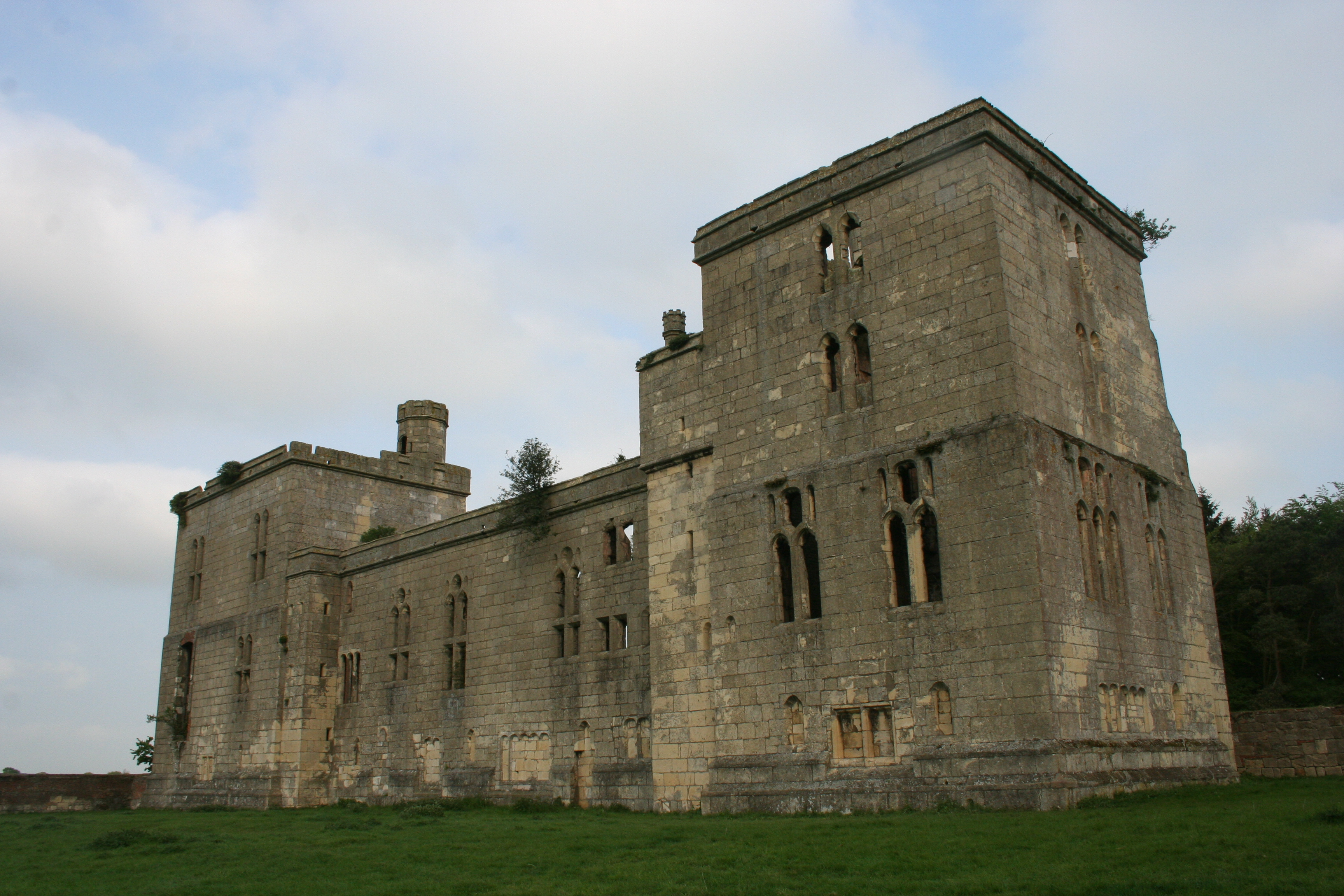
Poco después de que Henry muriera en batalla, su tío fue ejecutado. Se emitió una orden y la hacienda de la familia, incluyendo Wressle en Yorkshire, fue confiscada por la Corona.

El Conde de Worcester fue ejecutado dos días más tarde.
Se dice que el rey lloró ante el cadáver de Percy tras la batalla. El cuerpo fue entregado a Thomas Neville, Barón Furnivall, que lo llevó a Whitchurch, Shropshire, para su entierro. Aun así, cuando comenzaron a circular rumores acerca de que Percy aún estaba vivo, el rey "hizo que se exhumara el cadáver y lo mostró [...] en la plaza del mercado en Shrewsbury". Una vez hecho esto, el rey envió la cabeza de Percy a York, donde fue empalada en Micklegate Bar (una de las puertas de la ciudad), mientras que descuartizó su cadáver y envió sus restos a Londres, Newcastle upon Tyne, Bristol y Chester antes de entregarlos a su viuda, que le hizo enterrar en la Catedral de York en noviembre de aquel año. En enero de 1404, Percy fue declarado traidor de manera póstuma, y sus tierras embargadas por la Corona.[cita requerida]

## Matrimonio y descendencia
Henry Percy se casó con Elizabeth Mortimer, hija de Edmund Mortimer, III conde de la Marca, y su mujer, Philippa, hija única de Leonel de Amberes e Isabel de Burgh, con la que tuvo dos hijos.
En algún momento después del 3 de junio de 1406, Elizabeth Mortimer se casó nuevamente con Thomas de Camoys, con el que tuvo un hijo, Roger Camoys. Thomas Camoys se distinguió como soldado a la cabeza de la retarguardia del ejército inglés en la Batalla de Azincourt, el 25 de octubre de 1415.

## Legado

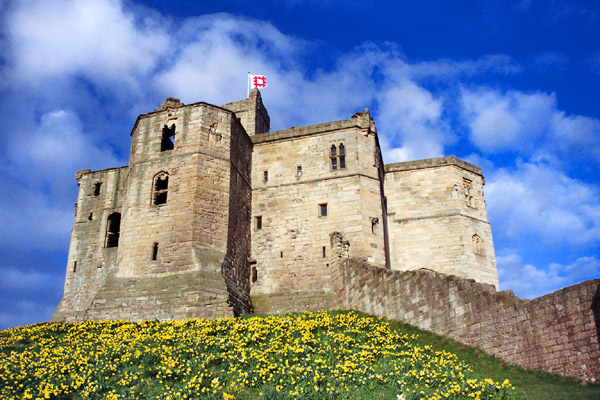
Castillo de Warkworth, la casa de Henry Percy

Henry Percy, 'Hotspur', es uno de los personajes más conocidos de Shakespeare. En Enrique IV, parte 1, Percy aparece con la misma edad que su rival, el Príncipe Hal, por quien es muerto en combate singular. De hecho, era 23 años más viejo que el Príncipe Hal, el futuro Enrique V, que tenía 16 años en la fecha de la Batalla de Shrewsbury.
El nombre de uno de los más grandes clubes de fútbol ingleses, Tottenham Hotspur, proviene de Henry Percy, cuyos descendientes eran los propietarios de los terrenos donde comenzó la historia del club, en las marismas de Tottenham.